# Търговия с наркотици
Търговията с наркотици е световен черен пазар за култивиране, производство, дистрибуция и продажба на психотропни вещества, търгуването на които е забранено от закона. Макар че има видове дрога, чието притежание и продажба са законни, в повечето страни съществува законова забрана за търговията с някои видове дрога.